# Hammarby Fotboll (piłka nożna kobiet)
Hammarby Fotboll – szwedzki klub piłki nożnej kobiet, mający siedzibę w stolicy kraju, mieście Sztokholm (dzielnica Södermalm). W latach 1977–2011, 2015, 2017–2018, od sezonu 2021 występuje w rozgrywkach Damallsvenskan.

## Historia
Chronologia nazw:
- 1970: Hammarby IF (sekcja piłkarska kobiet)
- 1999: Hammarby IF Damfotbollsförening
- 2016: Hammarby IF Fotbollförening

Kobieca drużyna piłkarska Hammarby IF została założona w Sztokholmie w 1970 roku jako sekcja multisportowego klubu Hammarby IF, stając się jednym z pionierów szwedzkiej kobiecej piłki nożnej. W sezonie 1970 drużyna startowała w regionalnych rozgrywkach Stockholm Klass 1, w której zajęła 3.miejsce. W sezonie 1977 zespół uczestniczył rozgrywkach pierwszej dywizji. W 1985 klub osiągnął swój największy sukces wygrywając mistrzostwo Szwecji, a w sezonach 1994 i 1995 zdobył Puchar Szwecji. W 1999 roku stowarzyszenie zostało zreorganizowane i wszystkie poniższe sekcje zostały rozdzielone w organizację patronackie. W rezultacie powstał Hammarby IF DFF, klub, który włączył końcowy akronim Damfotbollsförening, czyli kobiecą drużynę piłkarską do nazwy klubu. W 2011 zespół spadł do Division 1. W 2014 zajął drugie miejsce w Elitettan i wrócił do najwyższej ligi. Jednak nie utrzymał się w Damallsvenskan i po roku został zdegradowany do drugiej dywizji. W 2016 znów był drugi w Elitettan i wrócił do Damallsvenskan. Przed rozpoczęciem sezonu 2017 Hammarby IF DFF połączył się z Hammarby Fotboll, który wcześniej obejmował tylko sekcję męską, w wyniku czego przyjął nazwę Hammarby IF FF. W 2018 roku po raz trzeci spadł z pierwszej dywizji, ale po dwóch sezonach od 2020 ponownie gra na najwyższym poziomie.

## Barwy klubowe, strój, herb, hymn
|  |  |

Klub ma barwy biało-zielone. Piłkarki domowe spotkania zazwyczaj grają w białych koszulkach, zielonych spodenkach oraz białych getrach.
Herb klubu składa się z białej flagi z trzema zielonymi poziomymi liniami. Flaga umieszczona na wianku z żółtych kłosów. Na fladze żółtymi literami napisane inicjały klubu "HIF".

## Sukcesy

### Trofea międzynarodowe
Do chwili obecnej klub jeszcze nigdy nie zakwalifikował się do rozgrywek europejskich.

### Trofea krajowe
| \| \| Zdobyte trofea w rozgrywkach Szwecji (stan na: 31-12-2022) \| |                                                            |      |                                    |
| Rozgrywki                                                           | Osiągnięcie                                                | Razy | Sezon(y)                           |
| Mistrzostwo                                                         | I miejsce                                                  | 1    | 1985                               |
| Mistrzostwo                                                         | II miejsce                                                 | 6    | 1974, 1977, 1978, 1982, 1983, 1994 |
| Mistrzostwo                                                         | III miejsce                                                | 0    |                                    |
| Puchar                                                              | zdobywca                                                   | 2    | 1994, 1995                         |
| Puchar                                                              | finalista                                                  | 3    | 1981, 1982, 1983                   |
| II liga                                                             | I miejsce                                                  | 0    |                                    |
| II liga                                                             | II miejsce                                                 | 3    | 2014, 2016, 2020                   |
| II liga                                                             | III miejsce                                                | 1    | 2019                               |
| Szwecja                                                             | Zdobyte trofea w rozgrywkach Szwecji (stan na: 31-12-2022) |      |                                    |

### Inne trofea
- Östra Svealand:
  - mistrz (1): 1975
  - wicemistrz (1): 1976
- Klass 1:
  - wicemistrz (1): 1974
  - brązowy medalista (1): 1973
- Stockholm Klass 1:
  - brązowy medalista (3): 1970, 1971, 1972
- Tournoi de Menton:
  - zdobywca (1): 1986

## Poszczególne sezony

### Rozgrywki międzynarodowe

#### Europejskie puchary
Nie uczestniczył w rozgrywkach europejskich.

### Rozgrywki krajowe
| \| Szwecja \| Bilans występów klubu w rozgrywkach piłkarskich Szwecji (Stan na 31 grudnia 2022 r.) \| \| |                                                                                      |        |       |   |   |   |    |    |     |                                     |        |        |      |
| Poziom                                                                                                   | Rozgrywki                                                                            | Sezony | Mecze | Z | R | P | B+ | B– | Pkt | Lata                                | Awanse | Spadki | Naj. |
| I | Division 1 / Damallsvenskan                                                          | 40     |       |   |   |   |    |    |     | 1977–2011, 2015, 2017–2018, od 2021 | 0      | 3      | 1    |
| II | Norrettan / Elitettan                                                                | 6      |       |   |   |   |    |    |     | 2012–2014, 2016, 2019–2020          | 3      | 0      | 2    |
| III | Division 1                                                                           | 0      |       |   |   |   |    |    |     |                                     |        |        |      |
| | Puchar Szwecji                                                                       | 40     |       |   |   |   |    |    |     | od 1981                             | 0      | 0      | 1    |
| Szwecja                                                                                                  | Bilans występów klubu w rozgrywkach piłkarskich Szwecji (Stan na 31 grudnia 2022 r.) |        |       |   |   |   |    |    |     |                                     |        |        |      |

## Piłkarki, trenerzy, prezydenci i właściciele klubu

### Trenerzy
...
- 1992–1994:  Pia Sundhage

...
- 1996−1999:  Thomas Dennerby

...
- 2009:  Daniel Kalles Pettersson

...
- 2013:  Thomas Dennerby

...
- od 2019:  Pablo Piñones Arce

## Struktura klubu

### Stadion
Drużyna rozgrywa swoje mecze domowe na stadionie Hammarby IP, w Sztokholmie, który może pomieścić 3.700 widzów.

## Kibice i rywalizacja z innymi klubami

### Derby
- Älvsjö AIK
- IF Brommapojkarna
- Djurgårdens IF Dam